# Jihovýchodní region (Malta)
Jihovýchodní region (maltsky Reġjun Xlokk) je jedním z pěti regionů Malty. Region se rozkládá v jihovýchodní části ostrova Malta, a zahrnuje hlavní město Valletu. Region sousedí s Centrálním a Jižním regionem.
Byl vytvořen zákonem č. XVI z roku 2009 z části regionu Malta Xlokk.

## Subdivize

### Lokální výbor
Jihovýchodní region zahrnuje 15 lokálních výborů:
- Vittoriosa - zahrnuje oblast Tal-Ħawli.
- Cospicua - zahrnuje oblast San Ġwann t'Għuxa.
- Fgura - zahrnuje oblast Tal-Liedna.
- Floriana - zahrnuje oblasti Sa Maison, Balzunetta a Valletta Waterfront.
- Kalkara - zahrnuje oblasti Rinella, Bighi, Ricasoli a SmartCity Malta.
- Marsa - zahrnuje oblasti Albert Town a Menqa.
- Marsaskala - zahrnuje oblasti St. Thomas' Bay, Żonqor Battery and Bellavista.
- Marsaxlokk - zahrnuje oblasti Delimara a Tas-Silġ.
- Paola - zahrnuje oblasti Għajn Dwieli a Corradino.
- Senglea
- Tarxien
- Valletta
- Xgħajra
- Żabbar - zahrnuje oblasti St Peter's a Bulebel iż-Żgħir.
- Żejtun - zahrnuje oblasti Bulebel, Ġebel San Martin, Bir id-Deheb, Tal-Barrani, Ħajt il-Wied a Ħal Tmin.